# Sexorcism
Sexorcism je album finske glasbene skupine Lordi. Izšel je leta 2018 pri založbi AFM Records.

## Seznam skladb
1. "Sexorcism" - 6:52
2. "Your Tongue's Got the Cat" - 4:45
3. "Romeo Ate Juliet" - 4:21
4. "Naked in My Cellar" - 4:45
5. "The Beast Is Yet to Cum" - 4:50
6. "Polterchrist" - 5:23
7. "SCG9: The Documented Phenomenon" - 1:14
8. "Slashion Model Girls" - 5:25
9. "Rimskin Assassin" - 4:50
10. "Hell Has Room (No Vacancy in Heaven)" - 5:04
11. "Hot & Satanned" - 4:33
12. "Sodomesticated Animal" - 4:23
13. "Haunting Season" - 6:15